# مسابقات قهرمانی دوچرخه‌سواری استقامت جاده مردان جهان
مسابقات قهرمانی دوچرخه‌سواری استقامت جادهٔ مردان جهان یک مسابقهٔ سالانه در رشتهٔ دوچرخه‌سواری جاده است که توسط اتحادیه جهانی دوچرخه‌سواری برگزار می‌شود و زیرمجموعهٔ مسابقات قهرمانی دوچرخه‌سواری جاده جهان است که شامل مسابقاتی در رشته‌های دوچرخه‌سواری جاده و تایم تریل انفرادی در رده‌های بزرگسالان، زیر ۲۳ سال و جوانان برای مردان و زنان  و تایم تریل تیمی میان تیم‌های تور جهانی دوچرخه‌سواری است.
برندهٔ مسابقهٔ استقامت جاده، قهرمان دوچرخه‌سواری جهان نامیده می‌شود و پیراهن رنگین‌کمان به او هدیه داده می‌شود. قهرمان می‌تواند این پیراهن را به مدت یک سال کامل در مسابقات جاده به تن کند. این مسابقه، یک مسابقهٔ یک‌روزه با شروع انبوه همزمان است و کسی که زودتر از سایر رکابزنان از خط پایان بگذرد، برندهٔ مسابقه خواهد بود.
برخلاف بسیاری از مسابقات حرفه‌ای دوچرخه‌سواری، مسابقهٔ استقامت جاده به صورت کشوری برگزار می‌شود و تیم‌های دوچرخه‌سواری تجاری یا دارای حامی مالی در آن شرکت نمی‌کنند.

## تاریخچه
نخستین دورهٔ مسابقات قهرمانی دوچرخه‌سواری جادهٔ جهان در سال ۱۹۲۷ در نوربورگرینگ آلمان برگزار شد که با پیروزی آلفردو بیندا به پایان رسید. در سال‌های اخیر، این مسابقه در پایان فصل مسابقات اروپایی و پس از ووئلتا اسپانیا برگزار شده‌است. ممکن است این رویداد به صورت مسطح برگزار شود و مطلوب رکابزنان سرعتی باشد یا به صورت تپه‌ای انجام شود و برای رکابزنان قدرتی و سربالایی‌رو مناسب باشد.
معمولاً برندگان مسابقهٔ جادهٔ مردان، رکابزنان تور جهانی دوچرخه‌سواری هستند. در گذشته، مسابقهٔ مجزایی برای رکابزنان آماتور برگزار می‌شد که عمدتاً از کشورهای بلوک شرق بودند.
سه مسابقه شامل مسابقهٔ جهانی استقامت جادهٔ مردان، تور دو فرانس و جیرو دیتالیا جمعاً تاج سه‌گانهٔ دوچرخه‌سواری نامیده می‌شوند.

## برندگان
تاکنون شش رکابزن موفق به دفاع از عنوان قهرمانی خود شده‌اند: ژرژ رونسه (بلژیک، ۱۹۲۸–۱۹۲۹)، ریک فان اشتین‌برگن (بلژیک، ۱۹۵۶–۵۷)، ریک فان لوی (بلژیک، ۱۹۶۰–۶۱)، جانی بونو (ایتالیا، ۱۹۹۱–۹۲)، پائولو بتینی (ایتالیا، ۲۰۰۶–۰۷) و پیتر ساگان (اسلواکی، ۲۰۱۵–۱۶). آلخاندرو والورده با 7 مدال، بیشترین مدال را در مسابقهٔ استقامت جادهٔ مردان به دست آورده‌است؛ وی پس از حدود دو دهه حضور در این رقابت‌ها بالاخره در سال 2018 موفق به کسب مدال طلا و پیراهن رنگین‌کمان برای اولین بار شد. او ۲ مدال نقره و ۴ مدال برنز نیز قبلا کسب کرده‌بود.
موفق‌ترین رکابزنان در مسابقات استقامت جادهٔ مردان، آلفردو بیندا، ریک فان اشتین‌برگن و اسکار فریره هستند که هر یک سه قهرمانی و یک مدال برنز کسب کرده‌اند.